# Życie i czasy Michaela K.
Życie i czasy Michaela K. (ang. Life and Times of Michael K.) – powieść Johna Maxwella Coetzee, laureata literackiej Nagrody Nobla, wydana w 1983 roku, nagrodzona prestiżową Nagrodą Bookera. 

## Treść
Jest to opowieść o pragnieniu wolności. Tytułowy bohater, ogrodnik z Kapsztadu, postanawia zawieźć chorą matkę na farmę, którą zapamiętała z dzieciństwa. Gdy w trakcie podróży ona umiera, Michael zamierza mimo wszystko dotrzeć do celu, by jej prochy spoczęły w miejscu urodzenia. Dla niego samego następnie farma staje się azylem, schronieniem przed światem, którego nie potrafi zrozumieć, i przed toczącą się w kraju wojną domową. Tym samym stopniowo oddala się od cywilizacji. Traktowany przez władze jak przestępca, broni się przed próbami umieszczenia go w obozach i szpitalach, próbując ocalić swą niezależność.

## Wydania polskie
W Polsce utwór został opublikowany w 1996 przez Państwowy Instytut Wydawniczy, w serii Współczesna Proza Światowa, w zbiorowej edycji trzech utworów Coetzeego – W sercu kraju, Życie i czasy Michaela K. oraz Foe. Kolejnym polskim wydawcą książki był Axel Springer Polska, który we wrześniu 2007 wydał Życie i czasy Michaela K. w serii Dzieła Najwybitniejszych Noblistów, dodatku do gazety Dziennik Polska-Europa-Świat.